# Juchuysillu arenalesensis
Juchuysillu arenalesensis — викопний вид ссавців-нотоунгулят вимерлої родини Interatheriidae. Описаний у 2020 році. Шість фрагментів нижніх і верхніх щелеп з зубами знайдено у відкладеннях формації Насарено (Nazareno Formation) на півдні Болівії.

## Опис
Тварина схожа на морську свинку з копитцями. Важила приблизно 1 кг.